# میلسونز میلز
میلسونز میلز (به انگلیسی: Millesons Mill) یک منطقهٔ مسکونی در ایالات متحده آمریکا است که در شهرستان همپشر، ویرجینیای غربی واقع شده‌است.